# اچ‌دی ۹۳۰۸۳
اچ‌دی ۹۳۰۸۳ یک ستاره است که در صورت فلکی تلمبه قرار دارد.